# Émile Jonassaint
Émile Jonassaint (ur. 20 maja 1913 w Port-de-Paix, zm. 24 października 1995 w Port-au-Prince) – haitański polityk, sędzia.

## Życiorys
W 1986 r., po ustąpieniu Jeana-Claude’a Duvaliera Jonassaint został wyznaczony przewodniczącym zgromadzenia narodowego, którego celem miało być opracowanie nowej konstytucji, pracował także jako sędzia w Sądzie Najwyższym. W 1991 r. przeszedł na emeryturę, lecz wkrótce potem powrócił do pracy, przywrócony przez wojskową juntę, która obaliła prawowitego prezydenta Jeana-Bertranda Aristide’a. Jonassaint był p.o. prezydenta Haiti od 12 maja do 12 października 1994, sprawując urząd jako polityczna marionetka wojskowej junty.
Zrezygnował z urzędu pod naciskiem USA, które zagroziły wojskową interwencją na wyspie. Władzę objął ponownie Jean-Bertrand Aristide.